# Калінінська (станиця)
Калінінська (раніше Поповичеська) — станиця в Краснодарському краї. Адміністративний центр і найбільший населений пункт Калінінського району, центр Калінінського сільського округу.
Населення — 13,2 тис. осіб (2002).
Розташована на правому березі степової річки Понура, що впадає в дельту Кубані. Менш як за один кілометр вище за течією, за невеличкий балкою, розташована станиця Старовеличковська (12,9 тис. мешканців), біля якої розміщується залізнична станція Величковка на залізниці Тимашівськ — Кримськ.

## Історія
- Поповицьке курінне селище — одне з перших 40, побудованих на Кубані чорноморськими козаками в 1794 році. Ім'я куреня пов'язують із гетьманом Іваном Самойловичем, якого іменували Гетьман, поповичеський син, Самойлович.
- Пізніше — станиця Поповичеська
- У 1957 році станиця було перейменована в Калінінську на вшанування Михаїла Калініна.

Визначною пам'яткою станиці є дерев'яна церква Свято-Богоявленська, побудована в 1809 році.